# Именины
Имени́ны — день памяти святого, имя которого было дано христианину при крещении. Исключение составляют монашествующие, которые отмечают именины в день памяти святого, имя которого им было дано при по́стриге. Именины не следует путать с днём рождения.
День А́нгела — во многих случаях иное название именин, хотя так могут называть день крещения, который может как совпадать, так и не совпадать с днём памяти соимённого святого.
Тезоимени́тство — день именин члена царской семьи, иной высокопоставленной особы. Это слово и сегодня употребляется применительно к именинам православных патриархов. «Тезоименитство» может обозначать и день именин вообще, хотя такое употребление иногда рассматривается как устаревшее. Как бы то ни было, этимологически слово «именины» связано со словом «тезоименитство» (происходит от него).
Традиция празднования именин появилась на Руси в XVII веке.

## Дни памяти святых
Каждый день церковного календаря отмечается памятью какого-либо святого (как правило, не одного), например, в день памяти мученицы Татианы Римской, 12 (25) января, Русская православная церковь чтит память и других святых, среди которых святитель Савва, архиепископ Сербский; преподобный Мартиниан Белозерский; мученик Мертий; мученик Пётр Авессаломит; преподобная Евпраксия Тавенисская.
Имена святых, упорядоченные по дням церковного года, содержатся в «Святцах», или «Месяцеслове»; эти же имена, упорядоченные по алфавиту, содержатся в «Именослове».

## Крестильное имя
В православии существуют определённые правила наречения имени. По этой причине при крещении может оказаться, что имени принимающего крещение нет в святцах.
В таких случаях берут созвучное имя: Дина — Евдокия, Анжелика — Ангелина, Жанна — Иоанна, Милана — Милица.
Алиса получает в крещении имя Александра, в память страстотерпицы Александры Феодоровны Романовой, до принятия православия носившей имя Алиса.
Также следует иметь в виду, что церковный вариант имени Светлана — Фотиния, имени Виктория — Ника.

## Как определяется день именин
Имена святых занесены в Святцы — список святых, чтимых православной церковью. В Святцах есть много соимённых святых, поэтому не всегда легко определить чьи-либо именины. Возможны различные варианты.
- Если человек крещён в детстве и рос в православной среде, то он с детства хорошо знает день своих именин[4].
- Христианин может самостоятельно выбрать из нескольких святых того, кто ему особенно близок[4]. Соответственно, день памяти этого святого и будет именинами.
- В качестве дня именин христианина часто рассматривают день памяти соимённого святого (то есть того святого, чьё имя носит этот христианин), следующий за его днём рождения[5] (в иной формулировке — день памяти соимённого святого, ближайший ко дню рождения, если отсчитывать вперёд по календарю[4]). К примеру, при таком подходе Анна, родившаяся 20 ноября, будет праздновать именины 3 декабря, в день памяти святой мученицы Анны Персидской[4][5].

При этом выбирают святого, который уже был прославлен на момент крещения. Так, в 2000 году состоялся Архиерейский собор, на котором были прославлены (причислены к лику святых) новомученики и исповедники Российские. Например, Екатерина, крестившаяся до прославления новомучеников, будет иметь покровительницей святую великомученицу Екатерину. Екатерина, родившаяся после Собора, может выбрать ту святую Екатерину, чья дата памяти ближе к её дню рождения.
По мере того, как прославляются новые святые, меняется и список тех святых, которых можно брать в качестве своих покровителей.

## Аналоги именин
В Сербии существует день святого покровителя всей семьи и всего рода, называемый «Крестная слава». Празднуется как один из самых больших праздников.
В Финляндии традиция праздновать именины  не связана с церковным календарём, а новые имена вносятся в календарь раз в пять лет при условии наличия не менее 500 финноязычных или 50 шведоязычных граждан с таким именем.
В Стране Басков с 1982 года также выпускаются календари с датами именин, включающие и те баскские имена, которых нет в католических святцах (например, литературные или производные от топонимов).